# Річки Литви

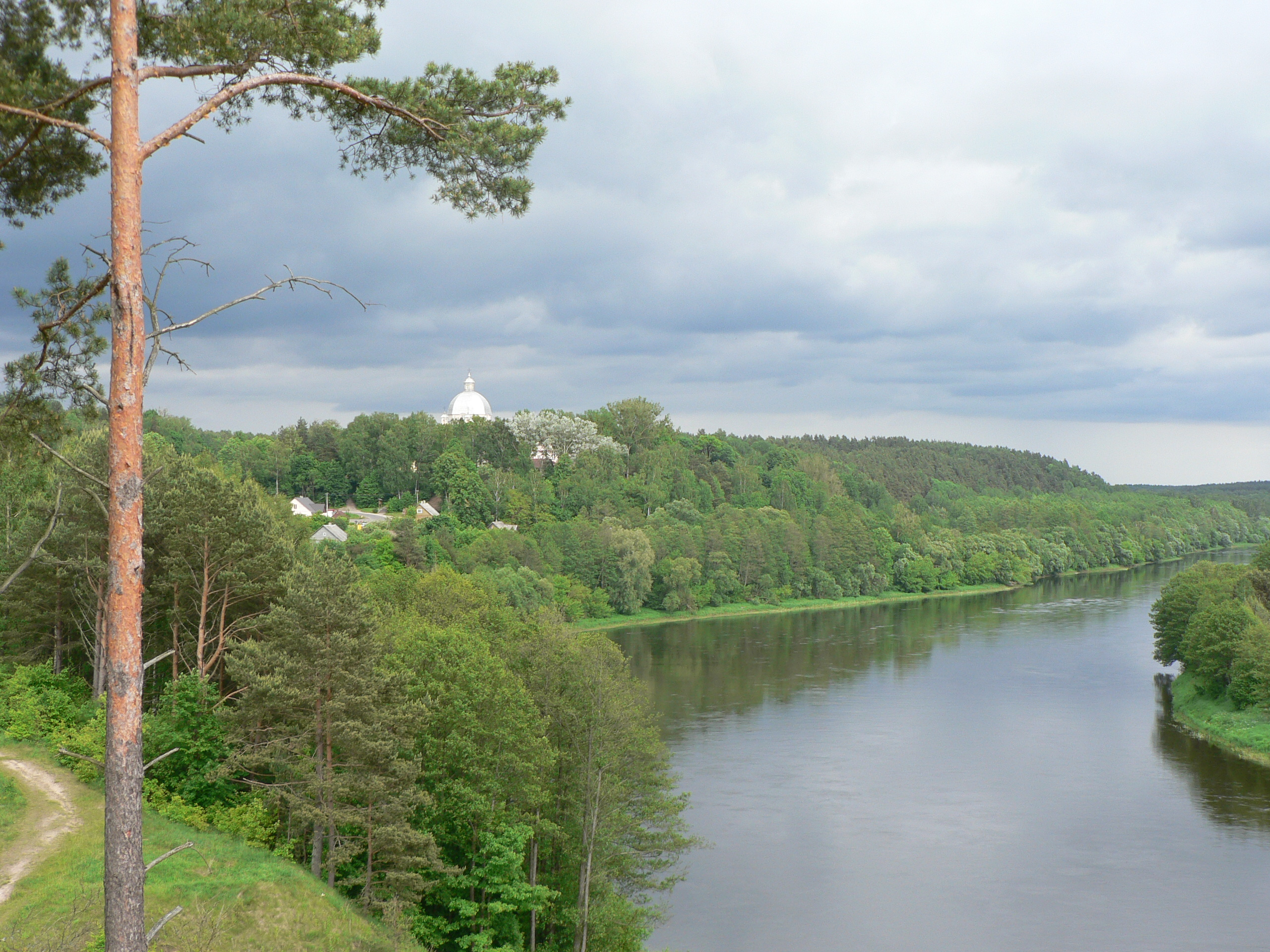
Німан

Річки Литви — річки на території Литви. Завжди використовувались як водні шляхи, хоча для судноплавства повною мірою підходить тільки Німан (Нямунас), що несе свої води до Балтійського моря. Для Литви характерні розгалужена річкова мережа, річки Литви належать басейну Балтійського моря. У Литві 21 річка довжиною понад 100 км, 722 річечок загальна довжина яких понад 10 км.
Найбільші річки Литви: Німан (Нямунас) (937 км, з них у Литві — 475 км), далі йдуть Няріс (Вілія) (510 км, з них у країні — 234 км), Вента (346 км, з них у країні — 161 км) і Шешупе (298 км, з них у країні).
Литва — це край Німану. 70 % території республіки лежить у басейні цієї річки. Німан народжується в Білорусі, але половину свого шляху пробігає по литовській землі, де його називають Нямунас. Доліна Нямунаса звивиста, береги горбкуваті й стрімчасті. У міста Каунаса в Нямунас упадає швидкий Няріс.

## Список

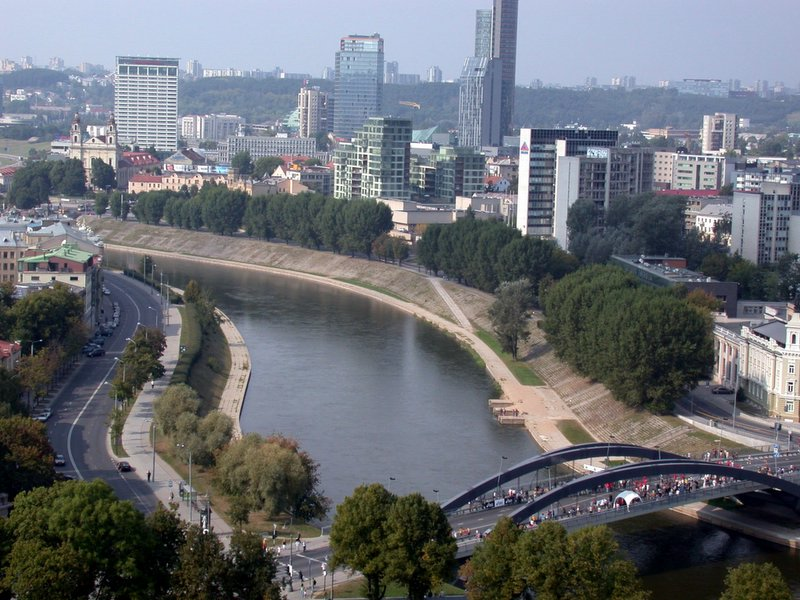
Няріс у Вільнюсі

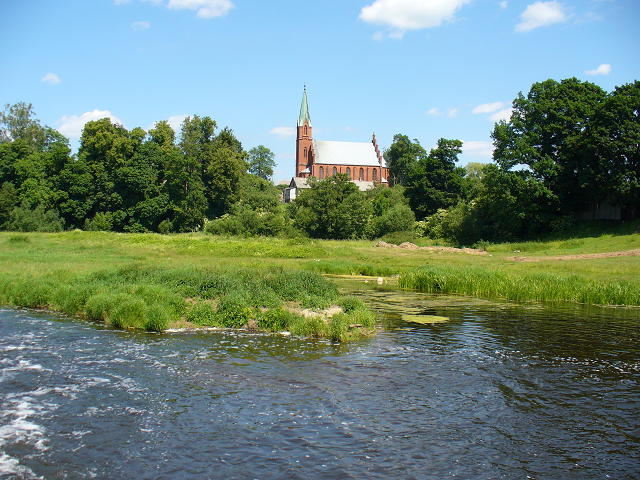
Шешупе

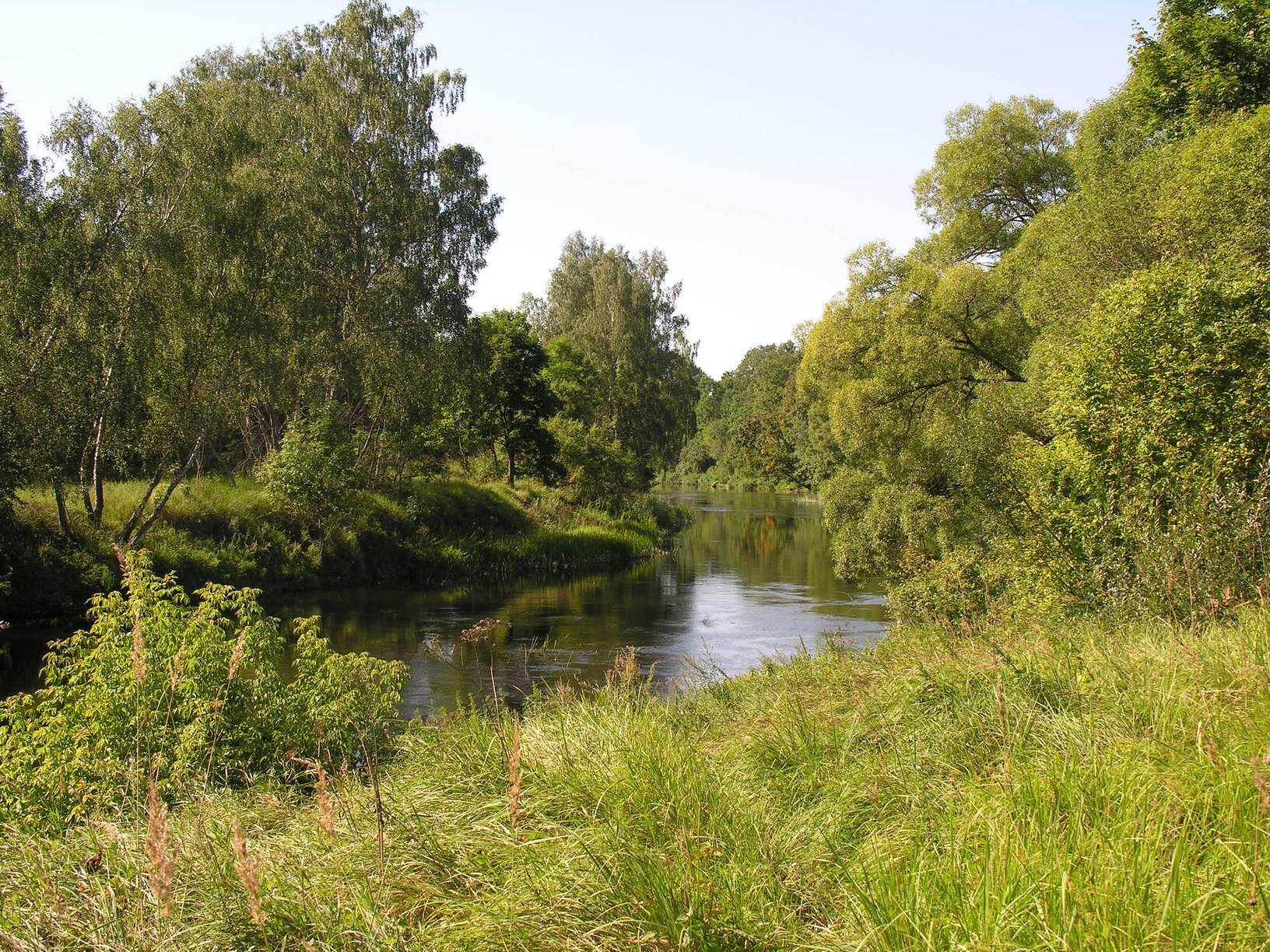
Вента

| #  | Назва           | Довжина (км) | Довжина (км) | Гирло                   | Міста                                           |
| #  | Назва           | Повна        | В Литві      | Гирло                   | Міста                                           |
| -- | --------------- | ------------ | ------------ | ----------------------- | ----------------------------------------------- |
| 1  | Німан (Нямунас) | 937          | 475          | Куршська затока         | Гродно, Друскінінкай, Алітус, Каунас, Совєтськ  |
| 2  | Няріс (Вілія)   | 510          | 235          | Німан                   | Вільнюс, Кернаве, Йонава, Каунас                |
| 3  | Вента           | 346          | 161          | Балтійське море         | Вянта, Кулдіга, Вентспілс                       |
| 4  | Шешупе          | 298          | 209          | Німан                   | Маріямполе, Кудиркос-Науместіс, Краснознаменськ |
| 5  | Швентої         | 246          | 246          | Няріс                   | Анікщяй, Каварскас, Укмерге                     |
| 6  | Невежис         | 209          | 209          | Німан                   | Паневежис, Кедайняй                             |
| 7  | Меркіс          | 203          | 190          | Німан                   | Балтойі-Воке, Меркіне                           |
| 8  | Мінія           | 202          | 202          | Дельта Німана           | Салантай, Гаргждай, Прекуле                     |
| 9  | Мемеле          | 199          | 160          | Лієлупе                 |                                                 |
| 10 | Дісна           | 173          | 58           | Західна Двіна (Даугава) |                                                 |
| 11 | Юра             | 172          | 172          | Німан                   | Ретавас, Таураге                                |
| 12 | Муса            | 157          | 140          | Лієлупе                 |                                                 |
| 13 | Левуо           | 145          | 145          | Муса                    | Бауска                                          |
| 14 | Шушве           | 135          | 135          | Невежис                 |                                                 |
| 15 | Дубіса          | 131          | 131          | Німан                   | Шяуляй, Арегала                                 |
| 16 | Ширвінта        | 129          | 129          | Швентої                 | Ширвінтос                                       |
| 17 | Свете           | 118          | 50           | Лієлупе                 | Жагаре                                          |
| 18 | Шешувіс         | 115          | 115          | Юра                     |                                                 |
| 19 | Котра           | 109          | 24           | Німан                   |                                                 |
| 20 | Мітува          | 102          | 102          | Німан                   | Юрбаркас                                        |
| 21 | Бартува         | 101          | 55           | Балтійське море         | Скуодас                                         |
| 22 | Вірвіча         | 99,7         | 99,7         | Вента                   |                                                 |
| 23 | Жеймена         | 82 — 114     | 82 — 114     | Няріс                   |                                                 |
| 24 | Мера            | 60,2         | 60,2         | Жеймена                 | Швянченіс                                       |